# Polytechnische Schule
La Polytechnische Schule ("scuola politecnica austriaca", abbreviazione tecnica PTS, abbreviazione nel sistema scolastico PS, colloquiale "Poly") è una scuola pubblica annua di formazione generale dentro il sistema scolastico austriaco.
È riservata ai quindicenni, cioè rappresenta il nono anno di istruzione obbligatoria, e serve principalmente alla preparazione professionale, quindi è per tutti gli allievi che vorrebbero fare un apprendistato dopo la scuola obbligatoria.